# Santos Dominici
Santos Aníbal Dominici Otero (Carúpano, Estado Sucre, Venezuela, 19 de junio de 1869 - Caracas, septiembre de 1954) fue un médico, escritor y diplomático venezolano. Dominici fue parte del movimiento renovador de la medicina venezolana de principios del siglo XX, en colaboración con otras figuras como Luis Razetti, Pablo Acosta Ortiz, José Gregorio Hernández y Francisco Antonio Rísquez.

## Biografía

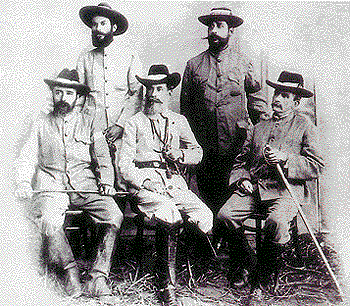
Santos Dominici (sentado a la izquierda) junto a los líderes de la Revolución Libertadora.

Su padre fue Aníbal Dominici y se graduó de médico en la Universidad Central de Venezuela en 1890. Este año se trasladó a Francia, donde cursó estudios en la Universidad de la Sorbona hasta 1894, y obtuvo el título de Doctor en Medicina con la tesis titulada Des Angiocholites et Cholesystitis suppurees.
Junto con Enrique Meier Flegel, Pablo Acosta Ortiz, Elías Rodríguez hijo y Nicomar Guardia, fundó el Instituto Pasteur de Caracas en 1895. Ese mismo año fundó la Cátedra de Clínica Médica y Anatomía Patológica en la Universidad Central de Venezuela.
En el Pasteur se inició la producción de la vacuna antivariólica de Jenner y con ello se pudo realizar la vacunación preventiva de la población. También elaboraron sueros antidiftéricos, antitetánicos y antiofídicos, así como pudo practicarse la serorreacción de Widal con la cual se dispone por primera vez en el país de los procedimientos confirmatorios del laboratorio para el tifus.
En 1895 fue presidente de la Sociedad de Médicos y Cirujanos de Caracas y Rector de la Universidad Central de Venezuela, cargo que desempeña hasta 1901. También en ese lapso fundó la publicación Anales de la Universidad Central. Fue destituido por negarse a expulsar a los estudiantes implicados en el movimiento de La Sacrada y comienza su corta participación en la Revolución Libertadora (1902-1903).
A consecuencia de su actividad política fue detenido y hecho prisionero en 1903, pero se fuga y exilia en Francia. No regresaría a Venezuela sino hasta 1936. En el gobierno del general Juan Vicente Gómez inicia actividades diplomáticas; fue designado Ministro Plenipotenciario de Venezuela en Alemania (1910), Inglaterra (1911-1915) y Estados Unidos (1915-1922).
Renunció a su cargo diplomático en 1922 como protesta ante la maniobra continuista del presidente  Gómez y se exilió nuevamente en París. En esta ciudad participa en la organización de la expedición del Falke (1929) y es designado presidente de la Junta de Liberación Nacional en relación con la revolución dirigida por Roman Delgado Chalbaud.
En 1936, Dominici regresa a Venezuela y substituye a Enrique Tejera como Ministro de Sanidad y Asistencia Social durante el gobierno del general Eleazar López Contreras (1936-1937). Bajo su mandato se aprueban la Ley de Defensa contra el Paludismo y el reglamento de la Ley de Ejercicio de la Farmacia. Promovió el desarrollo de la Escuela de Malariología y propuso la integración de todos los hospitales civiles en una Dirección de Hospitales y Asilos adscrita al Despacho de Sanidad. Renunció al cargo de Ministro de Sanidad en 1937, sin haber cumplido un año en el despacho, por discrepar del congreso nacional que aprobó la Ley que creaba el Seguro Social, por considerar que esto fragmentaría el sistema de salud que recién se estaba creando. En 1938 vuelve a la carrera diplomática siendo nombrado Ministro Plenipotenciario en la Legación venezolana ante la Santa Sede, cargo en el que se mantuvo hasta finales de 1942.
El 11 de febrero de 1943 fue aceptado en la Academia Nacional de Medicina con su trabajo De los esquistosomosis hominales y en especial de la bilharziosis americana. Un año después fue elegido Presidente de la Academia (1944-1946). Posteriormente se reincorporó a sus labores docentes. En 1944 participó en calidad de miembro fundador y primer presidente de la Sociedad Venezolana de Historia de la Medicina. El 31 de enero de 1949 fue elegido como Individuo de Número de la Academia Venezolana de la Lengua.

## Honores
- El Hospital Central de Carúpano lleva el nombre "Dr. Santos Aníbal Dominicci"